# Leszek Zawadzki
Leszek Zawadzki (ur. 7 października 1976 w Białymstoku) – polski piłkarz występujący na pozycji pomocnika oraz trener. Wójt gminy Jasionówka od 2014 roku.

## Kariera klubowa
Wychowanek klubu KP Wasilków, z którego przeszedł do Lecha Poznań. Następnie gracz Stomilu Olsztyn, Mazura Ełk, AS Lílas Vassilikoú, AÓ Ágios Dimítrios, APS Kórinthos oraz Promienia Mońki. Był grającym trenerem Mazura Ełk w latach 2003–2004. Przed sezonem 2009/2010 został grającym trenerem trzeciligowego Promienia Mońki.
W polskiej I lidze rozegrał 87 meczów i strzelił 7 bramek.

## Kariera w polityce
W wyborach samorządowych w 2014 r. został wybrany wójtem gminy Jasionówka.